# Unterseeboot U-67 (1915)
Pour les autres navires du même nom, voir Unterseeboot 67.
L'Unterseeboot U-67 est un sous-marin de type U 66 de la marine impériale allemande pendant la Première Guerre mondiale. Il avait été mis en chantier en novembre 1913 sous le nom de U-8, deuxième navire de la classe U-7, pour la marine austro-hongroise (Kaiserliche und Königliche (K.u.K.) Kriegsmarine), mais en novembre 1914 il a été vendu à l’Allemagne avec les autres navires de sa classe.
Le sous-marin a été commandé auprès de Germaniawerft à Kiel comme U-8, deuxième de cinq bateaux de la classe U-7 pour la marine austro-hongroise. Après le déclenchement de la Première Guerre mondiale en août 1914, la marine austro-hongroise est convaincue qu’aucun des sous-marins de la classe ne pourrait être livré en mer Adriatique via le détroit de Gibraltar. En conséquence, la classe entière, y compris le U-8, est vendue à la marine impériale allemande en novembre 1914. Sous contrôle allemand, la classe est devenue connue comme le type U 66 et les bateaux ont été renumérotés. Le U-8 est devenu U-67. Tous ont été redessinés et reconstruits selon les spécifications allemandes. L'U-67 est lancé en mai 1915 et mis en service en août. Une fois terminé, il avait un déplacement de 791 tonnes en surface et 933 tonnes sous l’eau. Le bateau mesurait 69,50 mètres et était armé de cinq tubes lance-torpilles et d’un canon de pont.
Faisant partie de la IVe flottille tout au long de la guerre, l'U-67 coula, en treize patrouilles, 17 navires d’un tonnage combiné de 39720 tonnes de jauge brute (TJB). Il a également endommagé quatre autres navires de 19048 TJB. Le 20 novembre 1918, neuf jours après l’armistice, l'U-67 est livré aux Britanniques. Il a été démantelé en 1921 à Fareham.

## Conception et construction
Après que la marine austro-hongroise eut évalué trois modèles de sous-marins étrangers, elle choisit le modèle Germaniawerft 506d, également connu sous le nom de type UD, pour sa nouvelle classe U-7 de cinq sous-marins. La marine a commandé cinq bateaux le 1er février 1913.
La classe U-7 était considérée par la marine austro-hongroise comme une version améliorée de sa classe U-3, qui était également un modèle de Germaniawerft. Conçus pour la marine austro-hongroise, les bateaux devaient déplacer 695 tonnes en surface et 885 tonnes en immersion. Les bateaux à double coque devaient avoir une longueur hors tout de 69,50 mètres avec un maître-bau de 6,30 mètres et un tirant d'eau de 3,79 mètres. Les spécifications autrichiennes prévoyaient deux arbres d'hélice entraînés par des moteurs Diesel jumelés d’une puissance totale de 2300 ch (1692 kW) permettant d’atteindre 17 nœuds (31 km/h) en surface, et par des moteurs électriques jumelés d’une puissance totale de 1240 ch (912 kW) pour une vitesse maximale de 11 nœuds (20 km/h) en immersion. Les bateaux étaient conçus avec cinq tubes lance-torpilles de 45 cm, dont quatre à l’avant et un à l’arrière. L’armement des bateaux devait également comprendre un seul canon de pont de 6,6 centimètres L/26.
Les deux premiers bateaux de la classe (le U-8 et le U-7) sont mis sur cale le 1er novembre 1913. Leur construction devait être terminée dans un délai de 29 à 33 mois.
Ni l'U-8 ni aucun de ses navires jumeaux n’étaient terminés lorsque la Première Guerre mondiale a éclaté en août 1914. Les bateaux étant en construction à Kiel, les Autrichiens sont devenus convaincus qu’il serait impossible d’en prendre livraison, car ils devraient être remorqués à travers la Méditerranée en passant devant Gibraltar, un territoire britannique. Par conséquent, le U-8 et ses quatre sister-ships ont été vendus à la marine impériale allemande le 28 novembre 1914.
L'U-8 a été renuméroté par les Allemands U-67 lorsque sa classe a été redesignée comme le type U 66. La marine impériale allemande a fait remanier et reconstruire les sous-marins selon les normes allemandes, ce qui a augmenté le déplacement de 96 tonnes en surface et de 48 tonnes en plongée. La dotation en torpilles a été augmentée d’un tiers, passant de 9 à 12, et le canon de pont de 6,6 cm initialement prévu a été remplacé par un canon de 8,8 cm SK L/30.

## Carrière en service
L'U-67 est lancé le 15 mai 1915. Le 4 août, le SM U-67 a été mis en service dans la marine impériale allemande sous le commandement du Kapitänleutnant (capitaine de corvette) Erich von Rosenberg-Grusczyski. Le 28 octobre 1915, l'U-67 est affecté à la IV. U-Halbflotille où il reste pendant toute la durée de la guerre.
En mars 1916, le Kapitänleutnant Hans Nieland remplace von Rosenberg-Grusczyski comme capitaine du U-67. C’est sous son commandement que l'U-67 a connu ses plus grands succès. Il a coulé 17 navires totalisant un total de 39720 tonneaux de jauge brute (TBC), tout en endommageant quatre autres navires de 19048 TJB. Le mois le plus réussi de l'U-67 a été celui d’avril 1917, lorsque le navire a coulé quatre navires de 15223 TJB en douze jours.
En décembre 1917, Nieland est remplacé comme commandant du U-67 par l'Oberleutnant zur See (lieutenant de vaisseau) Helmuth von Rabenau. Sous son commandement, pendant les onze derniers mois de la guerre, l'U-67 n’a plus coulé de navires. Pendant sa carrière militaire sous trois commandants, l'U-67 a effectué treize patrouilles de guerre. Le 20 novembre 1918, neuf jours après l’armistice, il est livré aux Britanniques et démantelé à Fareham en 1921.

## Affectations
- IV Flottille : du 28 octobre 1915 au 11 novembre 1918[2]

## Commandants
- Kptlt. Erich von Rosenberg-Grusczyski[8] : du 4 août 1915 au 15 mars 1916.
- Kptlt. Hans Nieland[9] : du 16 mars 1916 au 14 décembre 1917.
- Kptlt. Helmuth von Rabenau[10] : du 15 décembre 1917 au 15 septembre 1918.

## Navires coulés
| Date              | Nom          | Nationalité | Tonnage | Destin.   |
| ----------------- | ------------ | ----------- | ------- | --------- |
| 16 avril 1916     | Cardonia     | Royaume-Uni | 2169    | Coulé     |
| 20 avril 1916     | Whitgift     | Royaume-Uni | 4397    | Coulé     |
| 22 avril 1916     | Chanaral     | France      | 2423    | Coulé     |
| 8 décembre 1916   | HMS Intaba   | Royal Navy  | 4282    | Endommagé |
| 28 janvier 1917   | Daisy        | Danemark    | 1227    | Coulé     |
| 29 janvier 1917   | Punta Teno   | Espagne     | 1042    | Coulé     |
| 1er février 1917  | Butron       | Espagne     | 2434    | Coulé     |
| 2 février 1917    | SS Elikon    | Grèce       | 1166    | Coulé     |
| 5 février 1917    | Lorton       | Pérou       | 1419    | Coulé     |
| 19 février 1917   | Headley      | Royaume-Uni | 4953    | Coulé     |
| 17 avril 1917     | Kish         | Royaume-Uni | 4,28    | Coulé     |
| 18 avril 1917     | Rhydwen      | Royaume-Uni | 4799    | Coulé     |
| 20 avril 1917     | Portloe      | Royaume-Uni | 3187    | Coulé     |
| 28 avril 1917     | Port Jackson | Royaume-Uni | 2309    | Coulé     |
| 19 juillet 1917   | Harrildsborg | Danemark    | 1547    | Coulé     |
| 24 juillet 1917   | Viking       | Suède       | 873     | Coulé     |
| 28 juillet 1917   | Rigmor       | Danemark    | 798     | Coulé     |
| 15 septembre 1917 | Idomeneus    | Royaume-Uni | 6692    | Endommagé |
| 21 novembre 1917  | Breynton     | Royaume-Uni | 4240    | Endommagé |
| 22 novembre 1917  | Redbridge    | Royaume-Uni | 3834    | Endommagé |
| 27 novembre 1917  | Premier      | Royaume-Uni | 49      | Coulé     |